# Joe's Corsage
Joe's Corsage, samlingsalbum med Frank Zappa släppt 30 maj 2004. Albumet innehåller låtar inspelade i mitten av 1960-talet innan Zappas debutalbum Freak Out! släpptes.

## Låtförteckning
Alla låtar skivna av Frank Zappa där inget annat anges.
1. "Pretty Pat" - 0:33
2. "Motherly Love" - 2:21
3. "Plastic People" (Richard Berry, Zappa) - 3:05
4. "Anyway the Wind Blows" - 2:55
5. "I Ain't Got No Heart" - 3:50
6. "The Phone Call"/"My Babe" (Bobby Hatfield, Bill Medley) - 4:06
7. "Wedding Dress Song/Handsome Cabin Boy" (trad.) - 1:02
8. "Hitch Hike" (William "Mickey" Stevenson, Clarence Paul, Marvin Gaye) - 2:54
9. "I'm So Happy I Could Cry" - 2:43
10. "Go Cry on Somebody Else's Shoulder" (Zappa, Ray Collins) - 3:29
11. "How Could I Be Such a Fool?" - 3:00
12. "We Made Our Reputation Doing it That Way . . . " - 5:34

Total speltid: 35:39